# Kindberg (Meteorit)
Koordinaten: 47° 31′ 0″ N, 15° 26′ 0″ O
Der Kindberg-Meteorit fiel am 19. November 2020 auf einen Berghang nahe dem Ort Kindberg im steirischen Mürztal. Er wurde nicht – wie die meisten Meteoriten – zufällig gefunden, sondern durch genaue Analyse der Leuchtspuren, die von der grellweißen Feuerkugel auf einigen Meteorstationen in Mitteleuropa aufgenommen wurden. Es war der erste Fund in Österreich nach 44 Jahren, wenn man von jenem im Grenzgebiet zu Bayern bei Neuschwanstein absieht.
Die ersten Suchaktionen am 20. und 21. November durch Mitglieder des Österreichischen Astrovereins und des Wiener Naturhistorischen Museums (NHMV) waren erfolglos, weil es am Morgen nach dem Ereignis geschneit hatte. Erst im Juli 2021 fand ein Bewohner Kindbergs ein knapp 0,24 kg schweres Stück des Steinmeteoriten, das ihm wegen seiner schwarzen Kruste aufgefallen war. Nach der Meldung an die Meteoritensammlung des NHMV wurde anhand der Fotos rasch klar, dass es sich im Herbst tatsächlich um einen Meteoritenfall gehandelt hatte.
Der Ort des Meteoritenfalls konnte durch die Beobachtungen einiger Meteorstationen in Tschechien und Oberösterreich errechnet werden, das Streufeld konnte allerdings nur auf etwa 3 × 30 km eingeengt werden. Trotzdem konnte eines der vermutlich 10–20 Stücke am Ende des Streufeldes gefunden werden. Die 300 km lange Leuchtspur der Feuerkugel reichte von Tschechien bis über Mariazell und dauerte über 24 Sekunden. An ihrem Ende zerplatzte der restliche Meteoroid 20 km über Kindberg in mehrere Trümmer von einigen Kilogramm. Trotz der frühen Morgenstunde haben Hunderte von Menschen in Böhmen und Österreich sowie in Süddeutschland und Italien das grellweiße Spektakel beobachtet. Pavel Spurny, der wissenschaftliche Leiter der österreichischen Meteorstation Martinsberg berechnete, dass der Gesteinskörper anfangs etwa 270 kg wog.
Insgesamt wurden in Österreich acht Meteorite gefunden, der spektakulärste 1768 (21 kg) bei Mauerkirchen in Oberösterreich. Der Kindberger Meteorit ist, wie eine aufwendige Analyse der Flugbahn ergab, ein altes Bruchstück eines Asteroiden – aus derselben Gruppe wie der Meteorit von Tscheljabinsk (Russland 2013) und wiegt 0,24 kg.